# Hattjärnen (Edefors socken, Norrbotten, 732810-173842)
Hattjärnen är en sjö i Bodens kommun i Norrbotten och ingår i Luleälvens huvudavrinningsområde.